# Guardians del museu
Guardians del museu (títol original en rus, Коты Эрмитажа) és una pel·lícula d'animació de 2023 dirigida per Vassili Rovenski. S'ha doblat al català.

## Sinopsi
Un gat anomenat Vincent es fa amic d'un ratolí que l’'a ajudat a sobreviure una inundació i tots dos acaben anant a parar al museu de l'Hermitage, on un equip de gats d’elit protegeix les obres d’art de l¡atac dels rosegadors. En Vincent es veu obligat a amagar el seu amic, però tot es complica quan el museu acull La Gioconda: una obra mestra de Leonardo da Vinci cobejada per ratolins i lladres.